# مرخولی
مرخولی (به لاتین: Merkheuli) یک منطقهٔ مسکونی در گرجستان است که در آبخاز واقع شده‌است. مرخولی ۸۳۹ نفر جمعیت دارد.